# 涂權吉
涂權吉（1970年8月4日—），中華民國政治人物，中國國民黨籍，生於桃園市，現任桃園市第二選舉區立法委員。曾任桃園市議員、立委吳志揚秘書、立委廖正井服務處主任。
2024年立法委員選舉擊敗民主進步黨提名的時任立委黃世，順利當選。

## 政治參與
2018年，涂權吉參選桃園市議會第九選舉區（楊梅區）的市議員選舉，以15,721票（20.86%的得票率）第一高票成功當選該選區的議員。2022年，競選連任以19,658票（25.16%的得票率）第一高票成功連任楊梅區議員，為該選區自2014年桃園市改制以來首位連續兩次皆以第一高票當選的市議員。
2023年4月，獲國民黨提名參選2024年立法委員選舉，選區為桃園市第二選舉區（大園區、觀音區、新屋區與楊梅區），選區結構綠大於藍，與尋求連任的民主進步黨籍時任立委黃世對決。涂權吉雖在大園區、觀音區與新屋區落後黃世杰，但由於其在藍營優勢區楊梅區領先黃的票數多於其他三區總計落後黃的票數，最後以1,229票的些微差距擊敗黃世杰。

### 面臨罷免
在2025年初，涂權吉被當區選民提出要罷免。
罷免團體在推動連署的過程中，遭受行政機關的打壓。例如，連署站曾遭一名男子鬧場、嗆聲，當時工作人員立刻報警並拍下影片並張貼在網路上，後來有自稱楊梅警分局「楊梅派出所所長」留言，要求罷免團體「不是用這種方式在網路上貼文發酵」。民進黨桃園市議員黃瓊慧批評，罷免團體明明在聲明中感謝警方，但警方卻指責罷免團體的行為，在曬官威。

## 選舉紀錄
| 年度 | 選舉屆數             | 選舉區           | 所屬政黨   | 得票數  | 得票率 | 當選標記 | 備註     |
| ---- | -------------------- | ---------------- | ---------- | ------- | ------ | -------- | -------- |
| 2018 | 第二屆桃園市議員選舉 | 桃園市第九選舉區 | 中國國民黨 | 15,721  | 20.86% |          | 第一高票 |
| 2022 | 第三屆桃園市議員選舉 | 桃園市第九選舉區 | 中國國民黨 | 19,658  | 25.16% |          | 第一高票 |
| 2024 | 第十一屆立法委員選舉 | 桃園市第二選舉區 | 中國國民黨 | 103,697 | 48.19% |          |          |

## 爭議

### 助理和衛福部官員衝突
涂權吉在2024年4月15日，在立法院衛環委員會提案，要求薛瑞元撰寫檢討報告，衛福部官員在休息之際欲找涂說明，涂的辦公室主任高分貝嗆聲「不用跟委員說明」，強調任何臨時提案都先通過他，還稱「委員百分之百授權」，引起譁然。前民進黨立委黃世杰表示質疑，讓助理掌握實權，那麼涂權吉是否影子立委，假如是涂權吉授權，那應該向所有選民道歉；假如是辦公室主任越俎代庖，那應該要懲處。

## 外部連結
- 涂權吉的Facebook專頁